# Cheumatopsyche spinosa
Cheumatopsyche spinosa är en nattsländeart som beskrevs av Schmid 1959. Cheumatopsyche spinosa ingår i släktet Cheumatopsyche och familjen ryssjenattsländor. Inga underarter finns listade i Catalogue of Life.